# Nelson Jesús Perez
Nelson Jesús Pérez (Miami, 16 de junio de 1961) es un prelado estadounidense de la Iglesia católica. Fue Obispo de Cleveland desde el 5 de septiembre de 2017.
Fue nombrado arzobispo de Filadelfia el 23 de enero de 2020.

## Biografía
Nelson Jesús Pérez nació en Miami, Florida, el 16 de junio de 1961 de David y Emma Perez. Sus padres eran exiliados de Cuba. Asistió a P.S.  Número 4 y Memorial High School en West New York, Nueva Jersey. Pérez obtuvo una licenciatura en artes de la Universidad Estatal de Montclair en 1983 y enseñó en el Colegio La Piedad, una escuela primaria católica en Puerto Rico, antes de ingresar en el Seminario St. Charles Borromeo de Filadelfia. Allí obtuvo una Maestría en Artes y una Maestría en Divinidad en 1988 y 1989, respectivamente.

### Ordenación y ministerio
Pérez fue ordenado sacerdote de la Arquidiócesis de Filadelfia el 20 de mayo de 1989. Su primera asignación después de la ordenación fue como cura en la parroquia de Saint Ambrose de Filadelfia (1989–1993). También se desempeñó como subdirector de la Oficina para católicos hispanos (1990–1993); como director fundador del Instituto Católico para la Evangelización (1993–2002);  como pastor de la parroquia de Saint William de Filadelfia (2002–2009) y como pastor de la parroquia de Saint Agnes, en West Chester.
En 1998, fue nombrado Capellán de Su Santidad, el Papa Juan Pablo II, con el título de monseñor. En 2009, fue nombrado Prelado de Honor por el Papa Benedicto XVI.

## Servicio Episcopal
El 8 de junio de 2012, el Papa Benedicto XVI lo nombró obispo auxiliar de la Diócesis de Rockville Centre.  Recibió su consagración episcopal el 25 de julio de 2012. Su sede titular es Catrum. Pérez fue obispo auxiliar del Centro de la Diócesis de Rockville de 2012 a 2017.
El 11 de julio de 2017, el Papa Francisco lo nombró obispo de Cleveland. Fue instalado oficialmente como el undécimo obispo de Cleveland el 5 de septiembre de 2017.

### Arzobispo de Filadelfia
Pérez fue nombrado Arzobispo de Filadelfia el 23 de enero de 2020 por el  Papa Francisco, sucediendo al Arzobispo Charles J. Chaput.  Su misa de instalación se realizó el 18 de febrero de 2020.
El 7 de diciembre de 2020 fue nombrado miembro de la Pontificia Comisión para América Latina ad quinquennium.